# 利帕河
利帕河（烏克蘭語：Липа），是烏克蘭西北部的河流，屬於斯特里河的左支流。該河發源自克瓦西夫以西，流經沃倫州的盧茨克區，河流全長43公里，流域面積538平方公里。